# Minuartia sandwithii
Minuartia sandwithii är en nejlikväxtart som beskrevs av René Charles Maire och N. D. Simpson. Minuartia sandwithii ingår i släktet nörlar, och familjen nejlikväxter. Inga underarter finns listade i Catalogue of Life.